# Nephrotoma latispina
Nephrotoma latispina är en tvåvingeart som beskrevs av Alexander 1956. Nephrotoma latispina ingår i släktet Nephrotoma och familjen storharkrankar.
Artens utbredningsområde är Kenya. Inga underarter finns listade i Catalogue of Life.